# Pedro Juan Perpiñá
Pedro Juan Perpiñá (Valencia, 1530 – Parigi, 28 ottobre 1566) è stato un gesuita e professore di retorica spagnolo.

## Biografia
Nato a Elche (Valencia, Spagna) nel 1530. Entrò nella Compagnia di Gesù a Coimbra (Portogallo) il 30 settembre 1551; prese i voti semplici il 16 dicembre 1553 a Évora in Portogallo.
Fu professore al Collegio Romano dove insegnò Rethorica dal 1561 al 1565. A Roma contribuì anche alla redazione della Ratio Studiorum.
Νel 1565 venne inviato in Francia, dove insegnò eloquenza prima al Collegio di Lione e, poi, di Parigi.
Durante la sua vita ebbe contatti con molti umanisti del tempo, tra cui in particolare Mario Corrado e Paolo Manuzio.
Morì a Parigi il 28 ottobre 1566.

## Opere
- (LA) Pedro Juan Perpiña, Petri Ioannis Perpiniani Valentini e. Societate: Iesu Orationes duodeuiginti, Brixiae, apud Petrum Mariam Marchettum, 1589. URL consultato il 21 maggio 2019.